# Viking Tri Nations
Il Viking Tri Nations è un torneo rugbystico per le squadre nazionali di Danimarca, Norvegia e Svezia che ha preso il posto della partita tra Danimarca e Norvegia scontro dei vichinghi (Clash of the Vikings) che ha assegnato il trofeo nel 2009 e nel 2010, (all'epoca una spada vichinga).

## Clash of the Vikings 2009
| Arbitro: | M. Muldon |

|                                  |      |                   |
|                                  | mt   | 22' G. Hounou     |
| 10', 34', 39', 46' e 72' F. Hunt | c.p. | 77' H.K. Whatarau |

## Clash of the Vikings 2010
| Arbitro: | Serge Goffinet |

|                        |      |                            |
| 69' T. Greer           | mt   | 10' G. Hounou              |
| 16', 65' e 77' F. Hunt | c.p. | 25', 67' e 79' A. Grantham |

## Viking Tri Nations 2011

### Incontri
| Arbitro: | Pierre Bonnet |

| |      |                                      |
| 7' e 54' R. Fransson, 13' R. Johansson, 18' T. Borg, 22' L. Sandberg 42' I. Gowland, 47' S. Paulsson, 68' e 71' D. Nissila | mt   | 76' G. Nau Valbak, 79' K.V. Pedersen |
| 22', 42' e 47' T. Johansson, 68' e 71' I. Gowland                                                                          | tr   | 76' T. Grågaard                      |
| | c.p. | 8' A. Grantham                       |

| Arbitro: | Mickael Vestorp |

|                 |      |                                 |
| 37' V. Tirikula | mt   | 59' T. Ardvisson, 74' C. Murphy |
| 38' K. Borsheim | tr   | 74' P. Sullivan                 |
|                 | c.p. | 8' e 25' T. Ardvisson           |

| Arbitro: | D. Welfring |

|                                                   |      |                |
| 21' G. Nau Valbak, 31' N. Smalley, 40' J. Soussan | mt   | 9' A. Diessner |
| 31' e 40' S. Michaelsen                           | tr   |                |
| 14' e 34' S. Michaelsen, 70' J. Jensen            | c.p. |                |

### Classifica
|  | Squadra   | G | V | N | P | P+ | P- | diff. | B | PT |
|  | --------- | - | - | - | - | -- | -- | ----- | - | -- |
|  | Svezia    | 2 | 2 | 0 | 0 | 73 | 22 | +51   | 1 | 9  |
|  | Danimarca | 2 | 1 | 0 | 1 | 43 | 60 | -17   | 0 | 4  |
|  | Norvegia  | 2 | 0 | 0 | 2 | 15 | 46 | –31   | 0 | 0  |

1. ↑  http://fotomenal.no/rugby/content/_MG_7009_large.html consultato 14/01/2012